# Mus Mujiono
Mus Mujiono (nacido en Surabaya, Java Oriental, el 15 de marzo de 1955) es un cantante y músico de jazz indonesio. Además Mus es un experto en tocar e interpretar diferentes instrumentos musicales como teclados, batería, guitarra, saxofón, trompeta y entre otros. También ha sido apodado como "George Harrison, Jimmy Page, Jimi Hendrix y George Benson de Indonesia".

## Biografía
Mus proviene de una familia de músicos, su padre era un músico kroncong, mientras que su hermano, Mus Mulyadi, es un cantante kroncong. Desde el sexto grado, Mus aprendió a tocar la guitarra. Su maestro de música fue Harris Sormin, que formó parte del grupo AKA. Su capacidad en reproducir música muy atractiva, lo viene practicando desde que tenía unos 18 años de edad, además ha formado parte una banda musical llamado The Hands.
Su popularidad creció gracias a su talento y su esfuerzo por su propia cuenta. Se hizo conocer con su primer tema musical titulado "Hallo Sayang". Desafortunadamente, poco tiempo después, su banda se disolvió. Mus inició su carrera musical en solitario y lanzó siete álbumes en total.
También incursionó en el género jazz junto con Jun Sen, un guitarrista de jazz más reconocido de Surabaya, además contemporáneo de Bubi Chen. Desde este músico quien también es otro experto en tocar diferentes instrumentos musicales, Mus comenzó por reconocer una variedad de la teoría del jazz. También estudió guitarra clásica en privado, para poder leer bien sobre la música. En la década de los años 1980 Mus atrajo a George Benson, debido a la simplicidad de su forma de tocar la guitarra. Por lo tanto, Mus comenzó por estudiar técnicas de scating, técnicas característicos de George Benson.
Una vez que seguir a George Benson, Mus comenzó por estudiar a los demás músicos. Invitó a unirse a Yakarta al grupo Power Band. Mus se mudó a Yakarta, después de haberse convertido en un reconocido intérprete de la música indonesia.